# Postimpressionisme
Postimpressionisme (lejlighedsvis også Efter-, Sen-, Ny- eller Neoimpressionisme) er en samlebetegnelse for forskellige malestilarter der omkring 1900 (ca. 1880-1905) fulgte efter impressionismen med tyngdepunkt i Frankrig.
Begrebet går tilbage til den engelske maler og kunstkritiker Roger Fry, der 1910 havde brugt udtrykket om en udstilling han organiserede i London: Manet And The Post Impressionists. Der blev vist malerier af Paul Cézanne, Paul Gauguin og Vincent van Gogh. Til de franske senimpressionister regnes også Henri de Toulouse-Lautrec og Georges Seurat, men afgrænsningen til impressionismen er dog uskarp; især Cézanne henregnes ofte begge steder.
Med impressionisterne var en grundlæggende ændret opfattelse af kunst i 1870'erne blevet synlig, et første skridt på vejen til en "moderne kunst". Senimpressionismen forfulgte denne vej yderligere, men udviklede nye forestillinger til forgængernes spontanitet og virtuositet. Tendensen gik i retning af billedet som en selvstændig konstruktion, en fremstilling af farve og form hvis mål var æstetisk nydelse og på opgivelsen af kunstnerens subjektive følelser. Billedfladen blev opdelt i et gennemtænkt skelet eller ramme af flader og linjer der fjernede sig stadig mere fra kroppe og genstandes velkendte og overbevisende fremtoning. Farvefladerne kunne betyde lys og skygge – men der er punkter og rene farver der ikke findes i naturen. Billederne henvender sig altså til en betragter, der frem for alt andet kan acceptere malerens subjektive, skabende færdigheder. Han må være parat til at værdsætte den sanselige erfaring af farver og linjer højere end tingenes naturlige fremtoning, der blev tildelt stadig mindre betydning.

## Kunstnere som regnes til postimpressionisterne
- Paul Cézanne (1839–1906)
- Odilon Redon (1840–1916)
- Henri Rousseau (1844-1910)
- Paul Gauguin (1848-1903)
- Vincent van Gogh (1853–1890)
- Charles Angrand (1854–1926)
- Henri Edmond Cross (1856–1910)
- Georges Seurat (1859–1891)
- Theo van Rysselberghe (1862–1926)
- Paul Signac (1863–1935)
- Henri de Toulouse-Lautrec (1864–1901)
- Paul Sérusier (1864–1927)
- Paul Ranson (1864–1909)
- Félix Vallotton (1865–1925)